# Monopera
Monopera é um género botânico pertencente à família Plantaginaceae. Tradicionalmente este gênero era classificado na família das Scrophulariaceae.

## Espécies
- Monopera micrantha
- Monopera perennis